# Джошуа Гудолл
Джошуа Гудолл (англ. Josh Goodall; нар. 17 жовтня 1985) — колишній британський тенісист.
Найвищу одиночну позицію світового рейтингу — 184 місце досяг 13 липня 2009, парну — 114 місце — 25 червня 2007 року.
Найвищим досягненням на турнірах Великого шолома було 2 коло в парному розряді.
Завершив кар'єру 2015 року.

## Фінали турнірів ATP за кар'єру

### Парний розряд: 1 (1 поразка)
| Легенда                                     |
| ------------------------------------------- |
| Турніри Великого шолома (0–0)               |
| Фінали Світового туру ATP (0–0)             |
| Серія Мастерс 1000 Світового Туру ATP (0–0) |
| Серія 500 Світового туру ATP (0–0)          |
| Серія 250 Світового туру ATP (0–1)          |

| Титули за покриттям |
| ------------------- |
| Тверде (0–0)        |
| Ґрунт (0–0)         |
| Трава (0–1)         |

| Титули за типом корту |
| --------------------- |
| Відкритий (0–1)       |
| Закритий (0–0)        |

| Результат | В-П | Дата     | Турнір                           | Рівень           | Покриття | Партнер      | Суперники                  | Рахунок          |
| --------- | --- | -------- | -------------------------------- | ---------------- | -------- | ------------ | -------------------------- | ---------------- |
| Поразка   | 0–1 | Чер 2007 | Nottingham Open, Велика Британія | Серія Інтернешнл | Трава    | Росс Гатчінс | Ерік Буторак Джеймі Маррей | 6–4, 3–6, [5–10] |

## ITF Ф'ючерс tournament wins

### Одиночний розряд: 20
| Ранг | Дата            | Турнір       | Покриття | Суперник         | Рахунок            |
| ---- | --------------- | ------------ | -------- | ---------------- | ------------------ |
| 1.   | 11 вересня 2005 | Ноттінгем    | Тверде   | Річард Блумфілд  | 7–6(7–5), 7–6(7–4) |
| 2.   | 16 липня 2006   | Філікстоу    | Трава    | Люк Буржуа       | 6–4, 5–7, 6–4      |
| 3.   | 3 грудня 2006   | Vendryně     | Тверде   | Сергій Бубка     | 6–4, 6–2           |
| 4.   | 29 вересня 2007 | Ноттінгем    | Тверде   | Джеймі Бейкер    | 6–3, 6–4           |
| 5.   | 22 березня 2008 | Бат          | Тверде   | Річард Блумфілд  | 4–6, 7–6(7–4), 6–4 |
| 6.   | 5 квітня 2008   | Ексмут       | Килим    | Конор Ніланд     | 6–4, 7–6(7–3)      |
| 7.   | 20 вересня 2009 | Ноттінгем    | Тверде   | Девід Райс       | 6–4, 6–3           |
| 8.   | 10 липня 2010   | Ілклі        | Трава    | Девід Райс       | 6–3, 7–6(7–2)      |
| 9.   | 9 липня 2011    | Ілклі        | Трава    | Девід Райс       | 7–5, 6–1           |
| 10.  | 16 липня 2011   | Фрінтон      | Трава    | Ден Еванс        | 6–3, 6–2           |
| 11.  | 16 липня 2011   | Рексем       | Тверде   | Шон Торнлі       | 6–1, 6–2           |
| 12.  | 10 вересня 2011 | Рогемптон    | Тверде   | Річард Блумфілд  | 7–6(7–4), 6–2      |
| 13.  | 22 жовтня 2011  | Глазго       | Тверде   | Ян Мінарж        | 7–6(7–3), 7–5      |
| 14.  | 15 січня 2012   | Швібердінген | Килим    | Баштіан Кніттель | 2–6, 7–6(7–4), 6–4 |
| 15.  | 1 квітня 2012   | Фелланден    | Килим    | Філіпп Освальд   | 6–4, 6–2           |
| 16.  | 22 квітня 2012  | Іракліон     | Килим    | Дітер Кіндльманн | 6–3, 6–0           |
| 17.  | 14 липня 2012   | Ілклі        | Трава    | Едвард Коррі     | 6–4, 6–1           |
| 18.  | 28 липня 2012   | Дублін       | Трава    | Майкл Лук        | 7–6(8–6), 6–4      |
| 19.  | 4 серпня 2012   | Рексем       | Тверде   | Матьє Родрігес   | 6–3, 6–3           |
| 20.  | 12 жовтня 2013  | Сандерленд   | Тверде   | Ешлі Г'юїтт      | 6–3, 6–2           |

## Часова шкала досягнень на турнірах Великого шлему
| W | Ф | ПФ | ЧФ | #Р | КТ | К# | DNQ | A | NH |

### Одиночний розряд
| Турнір                                 | 2004 | 2005 | 2006 | 2007 | 2008 | 2009 | 2010 | 2011 | 2012 | 2013 | В-П |
| -------------------------------------- | ---- | ---- | ---- | ---- | ---- | ---- | ---- | ---- | ---- | ---- | --- |
| Відкритий чемпіонат Австралії з тенісу |      |      |      |      |      | К1р  |      |      |      |      | 0–0 |
| Відкритий чемпіонат Франції з тенісу   |      |      |      | К1р  | К1р  | К1р  |      |      | К1р  |      | 0–0 |
| Вімблдонський турнір                   |      | 1р   | 1р   | 1р   | К2р  | 1р   | К2р  |      | 1р   | К1р  | 0–4 |
| Відкритий чемпіонат США з тенісу       |      |      | 1р   |      | К2р  | К1р  |      |      | К1р  |      | 0–1 |

### Парний розряд
| Турнір                                 | 2004 | 2005 | 2006 | 2007 | 2008 | 2009 | 2010 | 2011 | 2012 | 2013 | В-П |
| -------------------------------------- | ---- | ---- | ---- | ---- | ---- | ---- | ---- | ---- | ---- | ---- | --- |
| Відкритий чемпіонат Австралії з тенісу |      |      |      |      |      |      |      |      |      |      | 0–0 |
| Відкритий чемпіонат Франції з тенісу   |      |      |      |      |      |      |      |      |      |      | 0–0 |
| Вімблдонський турнір                   |      | 1р   | 2р   | 1р   | 1р   | 1р   | 2р   | 1р   | 1р   |      | 2–7 |
| Відкритий чемпіонат США з тенісу       |      |      |      |      |      |      |      |      |      |      | 0–0 |